# Mathias Juhlin
Mathias Juhlin, född 1750, död 1814 på Stefors bruk, var en svensk brukspatron. 

## Biografi
Juhlin var son till kronobonden Anders Andersson (1708–1767). Juhlin blev 1776 bokhållare vid Annefors järnbruk i Fröjereds socken och senare bruksinspektor där. År 1781 köpte han Stora Stallerhult i Korsberga, vilket han 1794 bytte bort mot järnbruken Stenfors och Örmo i Tingsås samt Södra Sandsjö.
Han dog barnlös 1814 och hans bruk köptes därefter upp av hans brorson Pehr Juhlin (1789–1840).